# Anthony Descotte
Anthony Descotte, né le 3 août 2003 à Gosselies (Charleroi) en Belgique, est un footballeur belge qui joue au poste d'attaquant au Charleroi SC.

## Biographie

### En club

#### Jeunesse et formation
Anthony Descotte commence à jouer au football à la Royale Jeunesse sportive taminoise qu'il délaisse pour le RAEC Mons après avoir transité une saison au RJS Heppignies-Lambusart-Fleurus. Il finit par se fixer au RSC Anderlecht en 2014 où il reste cinq ans. En juin 2019, Descotte quitte le centre de formation du Sporting d'Anderlecht pour celui du Standard de Liège mais, dans la même année, il finit par rejoindre le centre de formation du Sporting Charleroi. En novembre 2019, il signe son premier contrat semi-professionnel et, en janvier 2020, il est invité à rejoindre l'équipe première lors d'un stage d'hiver à El Saler, en Espagne,.

#### Charleroi SC
Anthony Descotte fait ses débuts professionnels sous le maillot de Charleroi le 17 avril 2021, lors de la dernière journée de la compétition régulière, lorsque l'entraîneur Karim Belhocine le fait monter au jeu à la 76e minute en lieu et place d'Amine Benchaib face à la KAS Eupen (défaite, 2-3),. Trois mois plus tard, le club lui propose un contrat professionnel jusqu'en 2025.
Sous la direction d'Edward Still (nl), successeur de Belhocine, Descotte ne retrouve toutefois du temps de jeu qu'à partir de la quatorzième journée de la saison 2021-2022, à l'occasion de la défaite 4-0 contre l'Union Saint-Gilloise, lorsqu'il monte au jeu à la 65e minute afin de remplacer Anass Zaroury, blessé. Il est titulaire lors de la journée suivante, face au Cercle de Bruges et offre une passe décisive à Ryota Morioka, contribuant ainsi à la victoire des siens (1-2), malgré son remplacement à la 54e minute,. Par la suite, Descotte doit se contenter de glaner quelques minutes ici et là à l'occasion de remplacements, souvent très courts.
À partir de la saison 2022-2023, les équipes espoirs sont autorisées à participer aux compétitions nationales, ce qui permet aux Zébra Élites, l'équipe des moins de 23 ans du Sporting Charleroi, d'accéder au troisième niveau belge. S'il fait toujours partie intégrante du noyau A, disputant neuf rencontres de championnat ainsi qu'une rencontre de coupe de Belgique, Descotte reste néanmoins un remplaçant ne disputant que des parties de rencontres. Intégré de-ci de-là aux espoirs, il joue deux matchs comme titulaire avec les Zébra Élites, inscrivant un but.

#### FC Utrecht
Le 31 janvier 2023, Charleroi et le FC Utrecht annoncent qu'Anthony Descotte rejoint le club des Pays-Bas sur base locative pour une demi-saison. Le club néerlandais obtient en outre la possibilité de prolonger le prêt pour une saison  supplémentaire et négocie également une option d'achat,. Il fait ses débuts avec ses nouvelles couleurs le 12 février 2023 contre Vitesse Arnhem (défaite, 2-0), lorsqu'il remplace Sander van de Streek à la 83e minute,. Le lendemain, il est titulaire avec les espoirs, le Jong FC Utrecht (nl), et est remplacé par Lynden Edhart (nl) à la mi-temps lors de la rencontre à domicile face au SC Telstar (défaite, 0-1).
Le 19 juin 2023, le FC Utrecht annonce faire usage de l'option de location pour une saison supplémentaire prévue dans le contrat, conservant ainsi une éventuelle option d'achat. Bien qu'il soit taraudé par quelques légères blessures, ses débuts au FC Utrecht sont réussis, il dispute au total quatorze rencontres, six avec les espoirs et huit avec l'équipe première, et le club est satisfait de son potentiel. Malheureusement, début novembre 2023, il se blesse au ménisque lors du duel face au Fortuna Sittard et est écarté des terrains pour une longue période.
Après sa blessure, Descotte fête son retour le 8 avril 2024 avec les espoirs face à Willem II, en entrant au jeu à la 66e minute pour Jesse van de Haar (nl) et en inscrivant un but (partage, 1-1),. Il rejoue ses premières minutes avec le noyau A le 14 avril 2024 contre Go Ahead Eagles (victoire, 2-1), mais doit déclarer forfait pour le reste de la saison en raison d'une maladie. Ses absences ne découragent pas le club qui croit toujours en son potentiel et décide en mai 2024 de le louer une saison supplémentaire, tout en conservant une option d'achat qui pourrait lier le jeune attaquant au FC Utrecht jusqu'en 2029,.

### En sélections nationales
Anthony Descotte joue à plusieurs reprises pour les différentes équipes de jeunes belges, depuis les moins de 15 ans aux moins de 20 ans, totalisant 23 capes et 14 buts.
Il est sélectionné pour la première fois chez les espoirs le 5 juin 2022 face à l'Écosse et dispute le championnat d'Europe espoirs 2023 en lieu et place de Johan Bakayoko, appelé chez les Diables Rouges,.

## Statistiques

### En club
| Saison                | Club                   | Championnat           | Championnat | Championnat | Championnat | Coupe(s) nationale(s) | Coupe(s) nationale(s) | Coupe(s) nationale(s) | Compétition(s) continentale(s) | Compétition(s) continentale(s) | Compétition(s) continentale(s) | Compétition(s) continentale(s) | Autres compétitions | Autres compétitions | Autres compétitions | Autres compétitions | Total | Total | Total |
| Saison                | Club                   | Division              | M.          | B.          | P.d.        | M.                    | B.                    | P.d.                  | Comp.                          | M.                             | B.                             | P.d.                           | Comp.               | M.                  | B.                  | P.d.                | M.    | B.    | P.d.  |
| 2020-2021             | Charleroi SC           | Division 1A           | 1           | 0           | 0           | -                     | -                     | -                     | -                              | -                              | -                              | -                              | -                   | -                   | -                   | -                   | 1     | 0     | 0     |
| 2021-2022             | Charleroi SC           | Division 1A           | 8           | 0           | 1           | -                     | -                     | -                     | -                              | -                              | -                              | -                              | PO2                 | 1                   | 0                   | 0                   | 9     | 0     | 1     |
| 2022-2023             | Charleroi SC           | Division 1A           | 9           | 0           | 0           | 1                     | 0                     | 0                     | -                              | -                              | -                              | -                              | -                   | -                   | -                   | -                   | 10    | 0     | 0     |
| 2025-2026             | Charleroi SC           | Division 1A           | 3           | 0           | 0           | -                     | -                     | -                     | C4                             | 1                              | 0                              | 0                              | -                   | -                   | -                   | -                   | 4     | 0     | 0     |
| Sous-total            | Sous-total             | Sous-total            | 21          | 0           | 1           | 1                     | 0                     | 0                     | -                              | 1                              | 0                              | 0                              | -                   | 1                   | 0                   | 0                   | 24    | 0     | 1     |
| 2022-2023             | Zébra Élites           | Nationale 1           | 2           | 1           | 0           | -                     | -                     | -                     | -                              | -                              | -                              | -                              | -                   | -                   | -                   | -                   | 2     | 1     | 0     |
| 2022-2023             | FC Utrecht (prêt)      | Eredivisie            | 6           | 1           | 0           | 1                     | 0                     | 0                     | -                              | -                              | -                              | -                              | PO                  | 1                   | 0                   | 0                   | 8     | 1     | 0     |
| 2023-2024             | FC Utrecht (prêt)      | Eredivisie            | 6           | 0           | 0           | -                     | -                     | -                     | -                              | -                              | -                              | -                              | PO                  | -                   | -                   | -                   | 6     | 0     | 0     |
| 2024-2025             | FC Utrecht (prêt)      | Eredivisie            | 9           | 2           | 0           | 2                     | 0                     | 0                     | -                              | -                              | -                              | -                              | -                   | -                   | -                   | -                   | 11    | 2     | 0     |
| Sous-total            | Sous-total             | Sous-total            | 21          | 3           | 0           | 3                     | 0                     | 0                     | -                              | -                              | -                              | -                              | -                   | 1                   | 0                   | 0                   | 25    | 3     | 0     |
| 2022-2023             | Jong FC Utrecht (prêt) | Eerste Divisie        | 6           | 3           | 0           | -                     | -                     | -                     | -                              | -                              | -                              | -                              | -                   | -                   | -                   | -                   | 6     | 3     | 0     |
| 2023-2024             | Jong FC Utrecht (prêt) | Eerste Divisie        | 1           | 1           | 0           | -                     | -                     | -                     | -                              | -                              | -                              | -                              | -                   | -                   | -                   | -                   | 1     | 1     | 0     |
| 2024-2025             | Jong FC Utrecht (prêt) | Eerste Divisie        | 4           | 1           | 0           | -                     | -                     | -                     | -                              | -                              | -                              | -                              | -                   | -                   | -                   | -                   | 4     | 1     | 0     |
| Sous-total            | Sous-total             | Sous-total            | 11          | 5           | 0           | -                     | -                     | -                     | -                              | -                              | -                              | -                              | -                   | -                   | -                   | -                   | 11    | 5     | 0     |
| Total sur la carrière | Total sur la carrière  | Total sur la carrière | 55          | 9           | 1           | 4                     | 0                     | 0                     | -                              | 1                              | 0                              | 0                              | -                   | 2                   | 0                   | 0                   | 62    | 9     | 1     |

## Vie privée
Anthony Descotte a un frère aîné, Grégory Descotte, également footballeur.